# NK Tehničar Cvetkovec
NK Tehničar je hrvatski nogometni klub iz Cvetkovca.
U sezoni 2022./23. se natječe u 3. HNL – Sjever.

## Povijest
NK Tehničar Cvetkovec osnovan je 1974. godine. Prije su igrali na igralištu u Rasinji, takozvanim Mlačinama. Duže vrijeme je klub bio u 2. HNL. Dana 12. listopada 2022. godine Tehničar je u šesnaestini kupa ugostio Hajduk i pred oko 3000 gledatelja, uglavnom Hajdukovih navijača, izgubio rezultatom 1:5. Tijekom ovog velikog događaja za domaći klub od igračke karijere oprostio se Krunoslav Lovrek.

## Uspjesi
Klub osvaja naslove prvaka u nižim rangovima hrvatskog prvenstva.
- 1. ŽNL Koprivničko-križevačka (5. rang):
  - Prvaci: 2013./14., 2015./16.
  - Drugi: 2014./15.

## Stadion
NK Tehničar Cvetkovec igra na Starom bregu. Kapaciteta od 200 do 300 ljudi.[nedostaje izvor]

## Poznati nogometaši
- Krunoslav Lovrek

## Vanjske poveznice
- NK Tehničar Cvetkovec na Facebooku